# Temistio
Temistio (in greco antico: Θεμίστιος?, Themístios; Costantinopoli, 317 circa – Costantinopoli, 388 circa) è stato un filosofo greco antico, insegnante e alto funzionario dell'Impero romano.
Esegeta di Aristotele, fu maestro di filosofia in una sua scuola di Costantinopoli. Benché pagano, ricoprì prestigiose cariche nell'amministrazione imperiale degli imperatori cristiani Costanzo II, Gioviano, Valente e Teodosio I (oltre che sotto l'imperatore pagano Giuliano); fu nominato senatore nel 355, proconsole nel 358 e praefectus urbi nel 384. Visitò Roma nel 357, nel 376 e forse nel 383, e fu scelto come inviato del senato in almeno dieci ambascerie.

## Biografia
Nacque nel 317 circa, a Bisanzio, dove trascorse la sua infanzia. La sua famiglia era però originaria della Paflagonia; suo padre fu il filosofo Eugenio. Studiò sotto Ierocle, poi andò a studiare dalle parti del Ponto, forse a Sinope. Nel 337 tornò a Costantinopoli, dove si dedicò all'attività di filosofo, pubblicando le Paraphraseis di Aristotele. Verso la fine degli anni 340 si diede all'insegnamento.
Fu probabilmente nel 350 che pronunciò la sua orazione Peri Philanthropias dinanzi all'imperatore Costanzo II, ad Ancira. Quello stesso anno, o il successivo, incontrò per la prima volta Libanio, col quale ebbe nel tempo un fitto scambio epistolare. Era già ricco e sposato quando, nel 355 Costanzo lo fece entrare nel Senato costantinopolitano con un'orazione, conservatasi, in cui ne loda le capacità; Temistio pronunciò un'orazione di ringraziamento, anch'essa conservatasi. Nel 356 andò in visita da Libanio ad Antiochia; qui assistette all'arrivo degli ambasciatori persiani che dovevano contrattare la pace col prefetto del pretorio Strategio Musoniano. Il 1º gennaio 357 era a Costantinopoli, dove pronunciò un'orazione; quello stesso anno, in occasione dei vicennalia di Costanzo, si recò a Roma dall'imperatore in qualità di inviato del Senato, per consegnargli il dono di una corona d'oro e per pronunciare un'orazione. Quello stesso anno perse il figlio, suo omonimo. Nel 358-359 ricoprì la carica di proconsole di Costantinopoli; in questa capacità si occupò di cooptare nuovi senatori e di garantire il rifornimento di grano per la città. Fu l'ultimo proconsole della città, in quanto il suo successore, Onorato, fu nominato praefectus urbi.
Nel 360 sposò la seconda moglie, una frigia, e si recò in visita proprio in Frigia. Una legge del 3 maggio 361 indica il suo voto come necessario per raggiungere il quorum nell'elezione dei pretori; in quello stesso anno, quando salì sul trono imperiale Giuliano, Temistio gli scrisse una lettera in cui gli spiegava i doveri dell'imperatore-filosofo, e Giuliano gli rispose (Lettera a Temistio). Nel 362 ebbe un contrasto con Libanio. L'anno successivo compose un panegirico per Giuliano, ma l'imperatore morì in guerra prima che potesse declamarglielo; più tardi, quello stesso anno, fece parte della delegazione senatoriale che andò incontro all'imperatore Gioviano (che stava portando l'esercito romano fuori dalla campagna persiana in cui aveva perso la vita Giuliano) a Dadastana. Il 1º gennaio 364, ad Ancira, declamò un'orazione dinanzi a Gioviano per celebrare il primo consolato dell'imperatore; in essa chiedeva che fosse perseguita una politica di tolleranza religiosa (Temistio era pagano come Giuliano e Libanio, Gioviano era cristiano).
Al marzo/aprile del 364 risale l'orazione pronunciata per l'ascesa al trono degli imperatori Valentiniano I e Valente. Dopo la fine della rivolta di Procopio, pronunciò un'altra orazione. Altre quattro orazioni conservatesi furono pronunciate nel 368 in occasione del quinquennalia di Valente, il 1º gennaio 369 per l'assunzione del consolato da parte del figlio di Valente, Valentiniano Galate, nel 369, per celebrare la vittoria di Valente sui Goti (Temistio aveva fatto parte dell'ambasceria senatoriale presso l'imperatore durante la guerra), e nel 373, quando si recò presso la corte ad Antiochia per pronunciare un'orazione in onore dei decennalia di Valente.
Nel 375/6 si recò nuovamente in Oriente, presso l'imperatore, forse in occasione della morte di Valentiniano I; nel 376 fu inviato da Valente in Gallia, presso il figlio e successore di Valentiniano, Graziano, col quale raggiunse Roma nell'estate di quell'anno e qui declamò un'orazione in onore dell'imperatore. Sebbene le fonti attestino che abbia pronunciato un'orazione in cui criticava la politica di persecuzione religiosa di Valente, l'orazione conservatasi su questo tema è probabilmente un falso.
Nel 379, durante l'estate, era probabilmente a Tessalonica, a pronunciare un'orazione in onore dell'ascesa al trono di Teodosio I. L'inizio del terzo anno di regno di Teodosio fu l'occasione per un'altra orazione, pronunciata il 19 gennaio 381. La pace coi Goti e il consolato del suo artefice Saturnino furono celebrati con un'orazione pronunciata il 1º gennaio 383; in questa orazione Temistio accenna al fatto che era stato incaricato di curare l'educazione di Arcadio, il figlio primogenito di Teodosio. In quell'anno si recò probabilmente a Roma per la terza volta.
Nel 384 fu nominato praefectus urbi di Costantinopoli, poco prima che Teodosio partisse per la guerra in Occidente, e Temistio fu incaricato di vegliare sull'erede al trono Arcadio; in occasione di questa nomina pronunciò due orazioni. Fu pesantemente criticato per aver accettato questo incarico (si è conservato un epigramma di Pallada che lo prende in giro) che pure durò pochi mesi; Temistio si difese pronunciando due discorsi.
Era ancora vivo nel 388, ma morì probabilmente poco dopo.
Ricevette due lettere di Gregorio Nazianzeno, in una delle quali è definito «il re delle parole». Non conosceva il latino.

## Opere
Si sono conservate, tra le altre opere, 34 Discorsi, 18 cosiddetti "politici", per lo più panegirici imperiali, e i restanti 15 "privati", cioè conferenze, scritti polemici e d'occasione. Perdute sono le sue parafrasi alle Categorie, agli Analitici primi e ai Topici di Aristotele. La notizia data da Fozio nel IX secolo, di un Temistio anche commentatore di Aristotele e di Platone, è dubbia; l'aver adottato il genere della parafrasi comporta del resto una maggiore neutralità e fedeltà al pensiero di Aristotele.

### Orazioni
Le orazioni di Temistio esistenti al tempo di Fozio (IX secolo) erano in numero di trentasei. Di queste, trentatré ci sono pervenute in greco, anche se due di esse non sono complete, e una è una breve dichiarazione, non un'orazione completa. Le edizioni moderne delle Orazioni hanno trentaquattro pezzi, perché un indirizzo latino a Valente è stato incluso come Orazione 12. Ora si crede però che questo indirizzo latino sia una creazione del XVI secolo. L'orazione finale, la 34, fu scoperta nel 1816 da Angelo Mai nella Biblioteca Ambrosiana di Milano. Ci sono, inoltre, alcuni altri frammenti che potrebbero provenire da Orazioni perdute, nonché un'opera aggiuntiva che sopravvive in siriaco e un'altra conservata in arabo. 
Tra i discorsi di Temistio che sono giunti fino a noi, ha un particolare rilievo quello pronunciato il 1º gennaio 364, in occasione dell'intronizzazione di Gioviano, che succedeva a Giuliano. Temistio non poteva certo sapere che Giuliano era stato l'ultimo imperatore pagano, ma sapeva che Gioviano era cristiano, e immaginava che provvedimenti anti-pagani fossero all'orizzonte. Il suo discorso è in gran parte dedicato a cercare di scongiurare questa possibilità.
Secondo lui, il nuovo imperatore ha compreso che:
(Discorsi, 67b-c, 68a, 69a)
In altre parole, un imperatore non dovrebbe legiferare sulla virtù o sulla religione. Secondo Temistio, ciascuno aspira naturalmente a essere pio, ma è importante permettere che «il modo di esercitare la religiosità» dipenda «dalla volontà di ciascuno». Non si può torturare un individuo per far sì che cambi le sue idee sul divino e sul culto. Né esiste una sola strada per arrivare alla verità. Anzi: la religione può essere vista come una gara in cui vari contendenti corrono verso il traguardo, pur attraverso vie differenti. Le regole di questa ipotetica gara ammettono una varietà di percorsi diversi, anche se alcuni sono più brevi e migliori rispetto agli altri: «tu comprendi che, pur essendo uno solo il vero e grande giudice, la strada per giungere fino a lui non è unica».

### Parafrasi
In campo filosofico, Temistio scrisse delle parafrasi sulle seguenti opere di Aristotele: Analitici Primi, Analitici Secondi (conservatosi in greco), Topici, Fisica (conservatosi in greco), Metafisica (conservatosi in ebraico), De Anima (conservatosi in greco), De Caelo (conservatosi in ebraico), De Sensu, De generatione et corruptione. A queste si può aggiungere un testo prodotto nella sua scuola, il Categoriae decem.

## Traduzioni italiane
- Temistio, I discorsi, a cura di Riccardo Maisano, Collezione Classici Greci, Torino, UTET, 1995, ISBN 978-88-020-4909-0. (testo greco a fronte)